# Wielka Synagoga w Makowie Mazowieckim
Wielka Synagoga w Makowie Mazowieckim – niezachowana synagoga znajdująca się niegdyś w Makowie Mazowieckim na rogu ul. Zielony Rynek i Buźnicznej, w centrum dawnej dzielnicy żydowskiej.
Synagoga została zbudowana na przełomie XVIII i XIX wieku. Podczas II wojny światowej zburzona przez Niemców, po zakończeniu wojny nie została odbudowana.
Murowany budynek synagogi wzniesiono na planie prostokąta, w stylu bizantyjskim. Była wówczas jedną z nielicznych synagog w tym stylu na ziemiach polskich. We wschodniej części znajdowała się główna sala modlitewna do której wchodziło się przez przedsionek, nad którym zapewne znajdował się babiniec.